# Lasioglossum versans
Lasioglossum versans är en biart som först beskrevs av Lovell 1905. Den ingår i släktet smalbin och familjen vägbin. Inga underarter finns listade i Catalogue of Life.

## Beskrivning
Honan har huvud och mellankropp mörkt blågrön med ett purpurfärgat skimmer, medan hanen har motsvarande kroppsdelar svarta med ett svagt grönaktigt skimmer. Bakkroppen är hos båda könen mer eller mindre svart. Behåringen är gulvit, kort och gles. Vingarna är halvgenomskinliga med brunorange ribbor. Honan har smala, osammanhängande hårband på tergiterna (segmenten på bakkroppens ovansida) 2 till 4. Honan blir 6 mm lång, hanen 5 mm.

## Ekologi
Aktivitetsperioden varar mellan april och oktober
Arten är polylektisk, den hämtar nektar och pollen från blommande växter tillhöriga många olika familjer, som amaryllisväxter, flockblommiga växter, oleanderväxter, järnekssläktet, korgblommiga växter, strävbladiga växter, korsblommiga växter, ljungväxter, ärtväxter, ripsväxter, linväxter, ranunkelväxter, rosväxter, stenbräckeväxter, flenörtsväxter och verbenaväxter.

## Utbredning
Arten är vanlig i Kanada från Alberta till Ontario, New Brunswick, Nova Scotia och Prince Edward Island, samt i USA från South Dakota över Minnesota, Wisconsin, Illinois till New York, New England och söderut till North Carolina.